# Imed Mhadhebi
Imed Mhadhebi o Mhadhbi (Ben Arous, 22 marzo 1976) è un ex calciatore tunisino.

## Carriera

### Club
Con la maglia dell'Étoile Sportive du Sahel di Susa ha vinto la Coppa CAF nel 1995, la Coppa di Tunisia nel 1996, il campionato tunisino, la Coppa delle Coppe d'Africa e la Supercoppa CAF nel 1997. Ha disputato due stagioni nel Genoa dal 2001 al 2003. Pupillo di Franco Scoglio, che lo paragonava a Tigana.

### Nazionale
Ha debuttato nella nazionale tunisina il 10 novembre 1998 contro la Lettonia. Con la maglia della nazionale ha disputato il Mondiale 2002 ed ha vinto la Coppa d'Africa 2004.

## Statistiche

### Cronologia presenze e reti in nazionale
| Cronologia completa delle presenze e delle reti in nazionale ― Tunisia | Cronologia completa delle presenze e delle reti in nazionale ― Tunisia | Cronologia completa delle presenze e delle reti in nazionale ― Tunisia | Cronologia completa delle presenze e delle reti in nazionale ― Tunisia | Cronologia completa delle presenze e delle reti in nazionale ― Tunisia | Cronologia completa delle presenze e delle reti in nazionale ― Tunisia | Cronologia completa delle presenze e delle reti in nazionale ― Tunisia | Cronologia completa delle presenze e delle reti in nazionale ― Tunisia |
| Data                                                                   | Città                                                                  | In casa                                                                | Risultato                                                              | Ospiti                                                                 | Competizione                                                           | Reti                                                                   | Note                                                                   |
| ---------------------------------------------------------------------- | ---------------------------------------------------------------------- | ---------------------------------------------------------------------- | ---------------------------------------------------------------------- | ---------------------------------------------------------------------- | ---------------------------------------------------------------------- | ---------------------------------------------------------------------- | ---------------------------------------------------------------------- |
| 10-11-1998                                                             | Tunisi                                                                 | Tunisia                                                                | 3 – 0                                                                  | Lettonia                                                               | Amichevole                                                             | -                                                                      | 46’                                                                    |
| 10-2-1999                                                              | Tunisi                                                                 | Tunisia                                                                | 0 – 1                                                                  | Svezia                                                                 | Amichevole                                                             | -                                                                      | 46’                                                                    |
| 10-4-1999                                                              | Kampala                                                                | Uganda                                                                 | 0 – 2                                                                  | Tunisia                                                                | Qual. Coppa d'Africa 2000                                              | -                                                                      | 64’ 69’                                                                |
| 6-6-1999                                                               | Tunisi                                                                 | Tunisia                                                                | 2 – 0                                                                  | Algeria                                                                | Qual. Coppa d'Africa 2000                                              | 1                                                                      |                                                                        |
| 20-6-1999                                                              | Monrovia                                                               | Liberia                                                                | 2 – 0                                                                  | Tunisia                                                                | Qual. Coppa d'Africa 2000                                              | -                                                                      |                                                                        |
| 16-10-1999                                                             | Tunisi                                                                 | Tunisia                                                                | 1 – 0                                                                  | Emirati Arabi Uniti                                                    | Amichevole                                                             | -                                                                      | Uscita                                                                 |
| 31-10-1999                                                             | Tunisi                                                                 | Tunisia                                                                | 2 – 1                                                                  | Zambia                                                                 | Amichevole                                                             | -                                                                      |                                                                        |
| 22-12-1999                                                             | Sfax                                                                   | Tunisia                                                                | 2 – 0                                                                  | Ghana                                                                  | Amichevole                                                             | 1                                                                      | Uscita                                                                 |
| 7-1-2000                                                               | Tunisi                                                                 | Tunisia                                                                | 7 – 0                                                                  | Togo                                                                   | Amichevole                                                             | -                                                                      | Uscita                                                                 |
| 23-1-2000                                                              | Lagos                                                                  | Nigeria                                                                | 4 – 2                                                                  | Tunisia                                                                | Coppa d'Africa 2000 - 1º turno                                         | -                                                                      | 46’                                                                    |
| 3-2-2000                                                               | Kano                                                                   | Tunisia                                                                | 1 – 0                                                                  | Rep. del Congo                                                         | Coppa d'Africa 2000 - 1º turno                                         | -                                                                      | 77’                                                                    |
| 10-2-2000                                                              | Accra                                                                  | Camerun                                                                | 3 – 0                                                                  | Tunisia                                                                | Coppa d'Africa 2000 - Semifinale                                       | -                                                                      | 73’                                                                    |
| 12-2-2000                                                              | Accra                                                                  | Sudafrica                                                              | 2 – 2 dts (4 - 3 dtr)                                                  | Tunisia                                                                | Coppa d'Africa 2000 - Finale 3º posto                                  | -                                                                      | 64’                                                                    |
| 12-3-2000                                                              | Birmingham                                                             | Stati Uniti                                                            | 1 – 1                                                                  | Tunisia                                                                | Amichevole                                                             | -                                                                      |                                                                        |
| 7-4-2000                                                               | Nouakchott                                                             | Mauritania                                                             | 1 – 2                                                                  | Tunisia                                                                | Qual. Mondiali 2002                                                    | -                                                                      |                                                                        |
| 22-4-2000                                                              | Tunisi                                                                 | Tunisia                                                                | 3 – 0                                                                  | Mauritania                                                             | Qual. Mondiali 2002                                                    | 1                                                                      |                                                                        |
| 11-6-2000                                                              | Tunisi                                                                 | Tunisia                                                                | 4 – 1                                                                  | Senegal                                                                | Amichevole                                                             | 1                                                                      | Uscita                                                                 |
| 18-6-2000                                                              | Abidjan                                                                | Costa d'Avorio                                                         | 2 – 2                                                                  | Tunisia                                                                | Qual. Mondiali 2002                                                    | 1                                                                      |                                                                        |
| 28-6-2000                                                              | Tunisi                                                                 | Tunisia                                                                | 2 – 2                                                                  | Algeria                                                                | Amichevole                                                             | 2                                                                      | Uscita                                                                 |
| 8-7-2000                                                               | Tunisi                                                                 | Tunisia                                                                | 1 – 0                                                                  | Madagascar                                                             | Qual. Mondiali 2002                                                    | -                                                                      | 73’                                                                    |
| 3-9-2000                                                               | Nairobi                                                                | Kenya                                                                  | 0 – 0                                                                  | Tunisia                                                                | Qual. Coppa d'Africa 2002                                              | -                                                                      | 71’                                                                    |
| 7-10-2000                                                              | Tunisi                                                                 | Tunisia                                                                | 4 – 2                                                                  | Gabon                                                                  | Qual. Coppa d'Africa 2002                                              | -                                                                      | 78’                                                                    |
| 15-11-2000                                                             | Tunisi                                                                 | Tunisia                                                                | 1 – 1                                                                  | Svizzera                                                               | Amichevole                                                             | -                                                                      | 91’                                                                    |
| 28-1-2001                                                              | Pointe-Noire                                                           | Rep. del Congo                                                         | 1 – 2                                                                  | Tunisia                                                                | Qual. Mondiali 2002                                                    | -                                                                      | 53’                                                                    |
| 25-2-2001                                                              | Tunisi                                                                 | Tunisia                                                                | 6 – 0                                                                  | RD del Congo                                                           | Qual. Mondiali 2002                                                    | -                                                                      | 86’ 91’                                                                |
| 24-3-2001                                                              | Rabat                                                                  | Marocco                                                                | 2 – 0                                                                  | Tunisia                                                                | Qual. Coppa d'Africa 2002                                              | -                                                                      | 56’                                                                    |
| 5-5-2001                                                               | Antananarivo                                                           | Madagascar                                                             | 0 – 2                                                                  | Tunisia                                                                | Qual. Mondiali 2002                                                    | 1                                                                      | 84’                                                                    |
| 1-7-2001                                                               | Tunisi                                                                 | Tunisia                                                                | 6 – 0                                                                  | Rep. del Congo                                                         | Qual. Mondiali 2002                                                    | 1                                                                      | 80’                                                                    |
| 15-7-2001                                                              | Kinshasa                                                               | RD del Congo                                                           | 0 – 3                                                                  | Tunisia                                                                | Qual. Mondiali 2002                                                    | -                                                                      | 89’                                                                    |
| 28-11-2001                                                             | Tunisi                                                                 | Tunisia                                                                | 1 – 0                                                                  | Togo                                                                   | Amichevole                                                             | -                                                                      |                                                                        |
| 21-1-2002                                                              | Bamako                                                                 | Zambia                                                                 | 0 – 0                                                                  | Tunisia                                                                | Coppa d'Africa 2002 - 1º turno                                         | -                                                                      | 64’                                                                    |
| 25-1-2002                                                              | Bamako                                                                 | Egitto                                                                 | 1 – 0                                                                  | Tunisia                                                                | Coppa d'Africa 2002 - 1º turno                                         | -                                                                      | 56’                                                                    |
| 31-1-2002                                                              | Kayes                                                                  | Senegal                                                                | 0 – 0                                                                  | Tunisia                                                                | Coppa d'Africa 2002 - 1º turno                                         | -                                                                      |                                                                        |
| 17-4-2002                                                              | Lubiana                                                                | Slovenia                                                               | 1 – 0                                                                  | Tunisia                                                                | Amichevole                                                             | -                                                                      | 46’                                                                    |
| 26-5-2002                                                              | Wakayama                                                               | Danimarca                                                              | 2 – 1                                                                  | Tunisia                                                                | Amichevole                                                             | -                                                                      | 76’                                                                    |
| 5-6-2002                                                               | Kōbe                                                                   | Russia                                                                 | 2 – 0                                                                  | Tunisia                                                                | Mondiali 2002 - 1º turno                                               | -                                                                      | 67’                                                                    |
| 14-6-2002                                                              | Osaka                                                                  | Tunisia                                                                | 0 – 2                                                                  | Giappone                                                               | Mondiali 2002 - 1º turno                                               | -                                                                      | 61’                                                                    |
| 21-8-2002                                                              | Radès                                                                  | Tunisia                                                                | 1 – 1                                                                  | Francia                                                                | Amichevole                                                             | -                                                                      | 71’                                                                    |
| 12-2-2003                                                              | Radès                                                                  | Tunisia                                                                | 1 – 0                                                                  | Svezia                                                                 | Amichevole                                                             | -                                                                      | 46’                                                                    |
| 27-3-2003                                                              | Radès                                                                  | Tunisia                                                                | 2 – 2 dts (8 - 7 dtr)                                                  | Ghana                                                                  | Four Nations Tournament - Semifinale                                   | 1                                                                      | Uscita                                                                 |
| 30-4-2003                                                              | Radès                                                                  | Tunisia                                                                | 1 – 0                                                                  | Senegal                                                                | Amichevole                                                             | -                                                                      | 64’                                                                    |
| 20-8-2003                                                              | Gafsa                                                                  | Tunisia                                                                | 0 – 0                                                                  | Guinea                                                                 | Amichevole                                                             | -                                                                      | 80’                                                                    |
| 10-9-2003                                                              | Tunisi                                                                 | Tunisia                                                                | 3 – 2                                                                  | Costa d'Avorio                                                         | Amichevole                                                             | -                                                                      | Uscita                                                                 |
| 8-10-2003                                                              | Tunisi                                                                 | Tunisia                                                                | 0 – 1                                                                  | Giappone                                                               | Amichevole                                                             | -                                                                      | 80’                                                                    |
| 11-10-2003                                                             | Tunisi                                                                 | Tunisia                                                                | 0 – 0                                                                  | Marocco                                                                | Amichevole                                                             | -                                                                      | 46’                                                                    |
| 19-11-2003                                                             | Tunisi                                                                 | Tunisia                                                                | 2 – 0                                                                  | Sudafrica                                                              | Amichevole                                                             | -                                                                      | 79’                                                                    |
| 14-1-2004                                                              | Gafsa                                                                  | Tunisia                                                                | 2 – 0                                                                  | Benin                                                                  | Amichevole                                                             | -                                                                      | Ingresso                                                               |
| 17-1-2004                                                              | Sfax                                                                   | Tunisia                                                                | 2 – 1                                                                  | Benin                                                                  | Amichevole                                                             | -                                                                      | 72’                                                                    |
| 28-1-2004                                                              | Radès                                                                  | Tunisia                                                                | 3 – 0                                                                  | RD del Congo                                                           | Coppa d'Africa 2004 - 1º turno                                         | -                                                                      | 77’                                                                    |
| 1-2-2004                                                               | Radès                                                                  | Tunisia                                                                | 1 – 1                                                                  | Guinea                                                                 | Coppa d'Africa 2004 - 1º turno                                         | -                                                                      | 67’                                                                    |
| 7-2-2004                                                               | Radès                                                                  | Tunisia                                                                | 1 – 0                                                                  | Senegal                                                                | Coppa d'Africa 2004 - Quarti di finale                                 | -                                                                      | 96’                                                                    |
| 11-2-2004                                                              | Radès                                                                  | Tunisia                                                                | 1 – 1 dts (5 - 3 dtr)                                                  | Nigeria                                                                | Coppa d'Africa 2004 - Semifinale                                       | -                                                                      | 106’                                                                   |
| 14-2-2004                                                              | Radès                                                                  | Tunisia                                                                | 2 – 1                                                                  | Marocco                                                                | Coppa d'Africa 2004 - Finale                                           | -                                                                      | 70’                                                                    |
| 27-5-2005                                                              | Radès                                                                  | Tunisia                                                                | 4 – 1                                                                  | Angola                                                                 | Amichevole                                                             | 2                                                                      | 46’                                                                    |
| 15-6-2005                                                              | Colonia                                                                | Argentina                                                              | 2 – 1                                                                  | Tunisia                                                                | Conf. Cup 2005 - 1º Turno                                              | -                                                                      | 46’                                                                    |
| 3-9-2005                                                               | Nairobi                                                                | Kenya                                                                  | 0 – 2                                                                  | Tunisia                                                                | Qual. Mondiali 2006                                                    | -                                                                      | 63’                                                                    |
| Totale                                                                 |                                                                        | Presenze                                                               | 56                                                                     |                                                                        | Reti                                                                   | 12                                                                     |                                                                        |